# White Rabbit
White Rabbit és una cançó de rock psicodèlic escrita per la cantant Grace Slick l'any 1966. Original de la primera formació de la compositora, The Great Society, foren els Jefferson Airplane els qui la feren famosa, després d'incorporar a la cantant i també al seu tema, que la publicaren dins l'àlbum Surrealistic Pillow (1967). La cançó tingué presència al Festival de Woodstock del 1969 de mans, o de la veu, de Janis Joplin, del que es pot trobar el seu directe.
Va ser llançat com a senzill i es va convertir en el segon èxit de la banda en el top 10, arribant al número vuit del Billboard Hot 100. La cançó va ocupar el lloc número 478 a la llista de Rolling Stone de les 500 millors cançons de tots els temps.
"White Rabbit" va ser escrita i interpretada per Grace Slick mentre encara estava amb The Great Society. Aleshores, Slick va deixar The Great Society per unir-se a Jefferson Airplane per substituir la seva cantant, Signe Toly Anderson (que va deixar la banda per donar a llum al seu fill). El primer àlbum que Slick va gravar amb Jefferson Airplane va ser Surrealistic Pillow, i Slick va proporcionar dues cançons del seu grup anterior: la seva pròpia "White Rabbit" i "Somebody to Love", escrita pel seu cunyat Darby Slick i gravada sota el títol. "Someone to Love" de la Great Society. La versió de "White Rabbit" de la Great Society era molt més llarga que la versió més agressiva de Jefferson Airplane. Ambdues cançons es van convertir en els 10 millors èxits de Jefferson Airplane i des de llavors s'han associat amb aquesta banda.